# Střední uměleckoprůmyslová škola sochařská a kamenická, Hořice
Sochařsko-kamenická škola v Hořicích byla založena v 80. letech 19. století jakožto c. k. odborná škola sochařsko - kamenická. Od té doby prošla mnoha proměnami, její název od 1. září 2020 je Střední uměleckoprůmyslová škola sochařská a kamenická, Hořice, příspěvková organizace.

## Historie
K založení kamenosochařské školy v podkrkonošských Hořicích přispěla skutečnost, že lokalita byla známá těžbou kvalitního pískovce. Při jejím založení v roce 1883 byl prvním ředitelem jmenován jednatřicetiletý pedagog Vilém Dokoupil. Výuka začala v roce 1884.

### Historické názvy školy
- 1884–1920 C. a k. odborná škola sochařsko-kamenická
- 1921–1938 Státní průmyslová škola sochařská a kamenická
- 1939 Státní československá průmyslová škola
- 1940–1941 Průmyslová škola sochařská a kamenická
- 1942–1946 Vyšší průmyslová škola sochařská a kamenická
- 1947–1950 Státní průmyslová škola sochařská a kamenická
- 1951–1954 Vyšší průmyslová škola kamenická a sochařská
- 1955–1962 Průmyslová škola pro dobývání a zpracování kamene
- 1963–1965 Střední umělecko-průmyslová škola kamenická a sochařská
- 1966 Průmyslová škola pro dobývání a zpracování kamene
- 1967 Střední průmyslová škola kamenická a sochařská v Hořicích

### Významní pedagogové
Jako pedagogové zde působili např. František Blažek, Antonín Cechner, Mořic Černil, Vilém Dokoupil, Emil Dufek, Josef Jiříček, Josef Kalfus, Quido Kocian, Antonín Mára, Bohuslav Moravec, Jaroslav Plichta, Alois Porges, Karel Samohrd, Václav Suchomel, Bohuslav Syrový, Václav Šimek, Václav Weinzettl, František Zuska a Ota Černý.

### Významní absolventi
Za dobu své existence tato škola vychovala četné výtvarné umělce, mnohdy zvučných jmen, jakými byli kupříkladu Břetislav Benda, Otto Eckert, Josef Fojtík, Sylvestr Harna, Bohumil Kafka, výše zmíněný Quido Kocian, Vladislav Gajda, Josef Kalvoda, Ladislav Kofránek, Otakar Kubín, Irena Paukertová - Antošová, Vladimír Preclík, Ladislav Šaloun, František Štorek, Jan Štursa, Karla Vobišová-Žáková, Ota Černý, Jaroslav Volf či Josef Wagner,

## Budova školy
Budova školy v Husově ulici byla postavena roku 1891 v novorenesančním stylu podle návrhu architekta Viléma z Dodererů. Její současnou podobu ovlivnila dostavba poschodí z roku 1908 uskutečněná architektem a v pořadí druhým ředitelem školy Václavem Weinzettlem. Vstupní brány školy jsou vyzdobeny sochami českých sochařů a stavitelů (opat Božetěch, Petr Parléř, Matěj Rejsek, Paolo della Stella, Fischer z Erlachu, Ferdinand Maxmilián Brokof, K. I. Dientzenhofer a Václav Levý). Podle návrhů sochaře a hořického pedagoga Mořice Černilave provedli studenti. Před budovou jsou dále umístěny sochy Mrtvého Ábela od Quido Kociána a Probuzení od Jana Štursy. Uvnitř budovy je sbírka sochařských, malířských a grafických děl mnoha dalších autorů a absolventů.

## Současnost
V současné době se studující hořické školy vzdělávají v oborech sochařství, restaurátorství, malba, geotechnika a Architektura a Stavitelství. Zřizovatelem školy je Královéhradecký kraj. 

## Veřejná díla absolventů a pedagogů

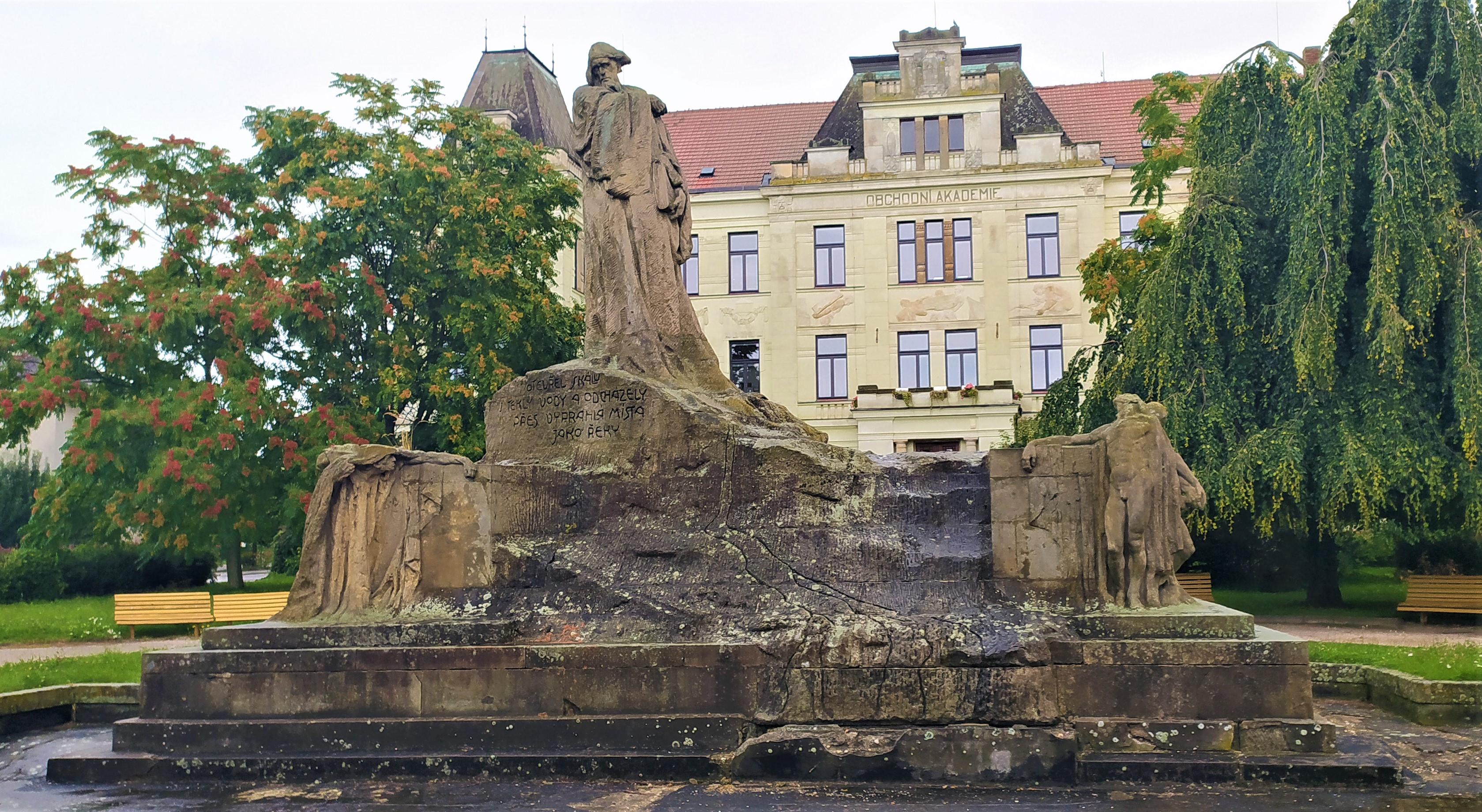
Ladislav Šaloun, Pomník mistra Jana Husa, 1914, Hořice

- Ladislav Šaloun, Pomník mistra Jana Husa, 1914, HořiceV Hořicích je na veřejných prostranstvích rozmístěna řada plastik, jejichž autory jsou absolventi této školy. Nejvíce jich je na vrchu Gothard a v nedalekých Smetanových sadech. Vě městě tak narazíme na například na tři díla Ladislava Šalouna: bronzovou plastiku Muž práce (1908), kamennou sochu Krakonoše (1908) a kamenný Pomník mistra Jana Husa (1914). Na križovatce Husovy a Komenského ulice je umístěn Pomník J. A. Komenského od Pavla Jiříčka z roku 1892. Prostranství před základní školou Na Habru zdobí pomníky K. V. Raise od Jaroslava Plichty z roku 1932 a K. H. Borovského sochaře Antonína Máry z roku 1928. V Jablonského ulici najdeme sochu Matka od Františka Úprky z roku 1924.[4]
- V Praze v Horním Jelením příkopu stojí socha Ponocného, kterou vytvořili žáci školy podle předlohy Františka Úprky roku 1925 a darovali ji k 75. narozeninám prezidentu T. G. Masarykovi.

### Galerie

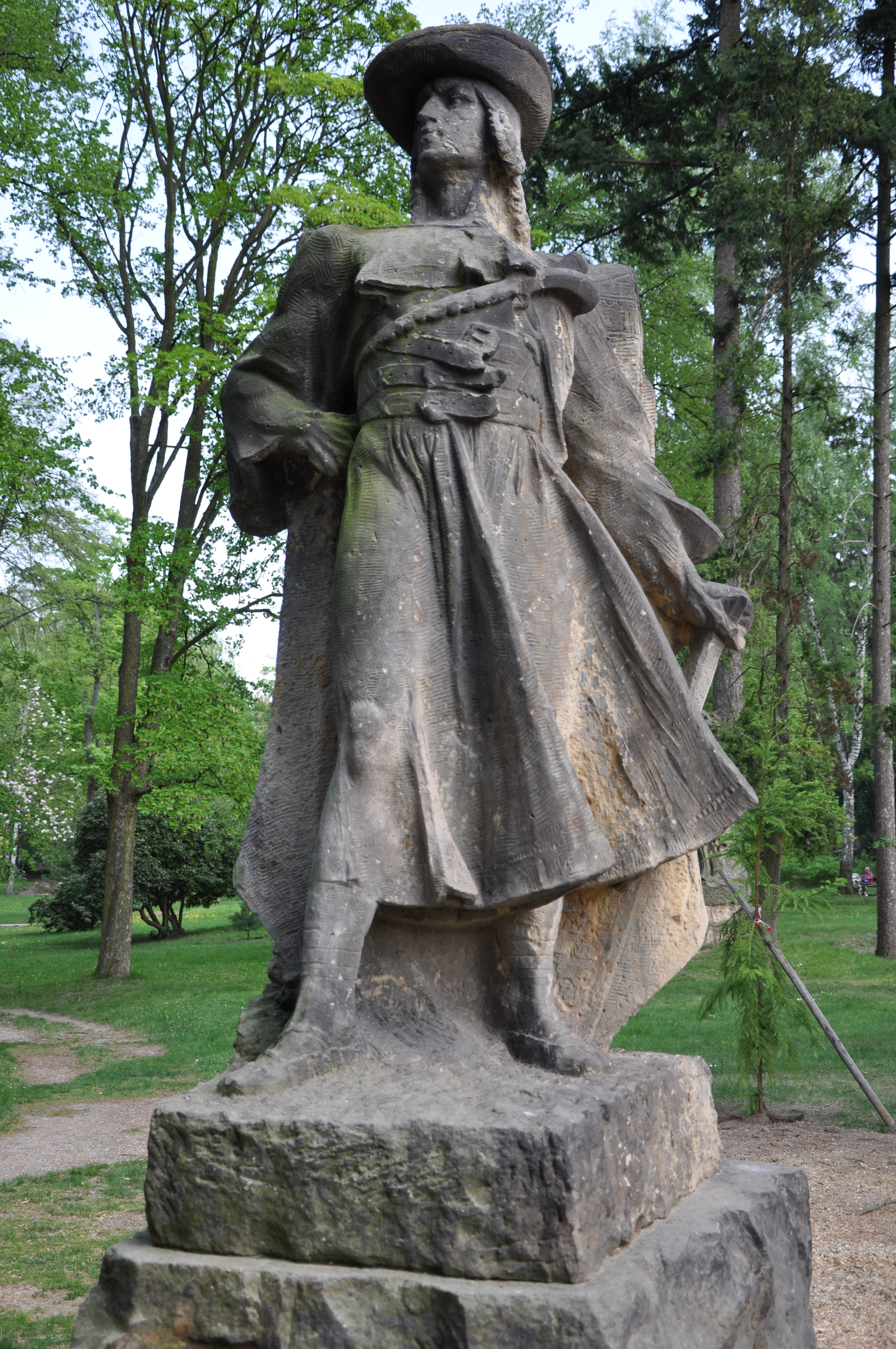
František Uprka, Juraj Jánošík, Smetanovy sady, Hořice
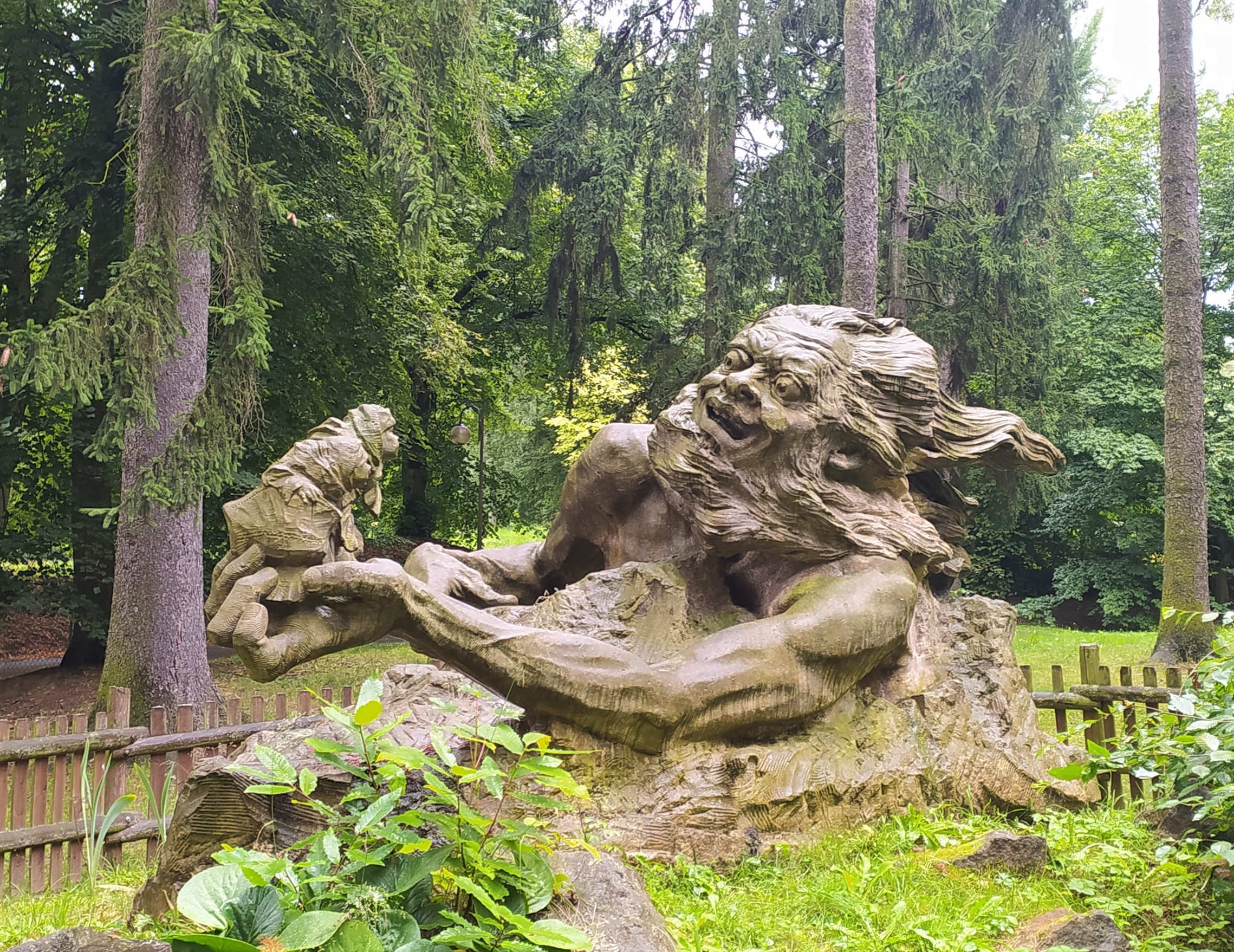
Ladislav Šaloun, Krakonoš, 1908, Smetanovy sady, Hořice
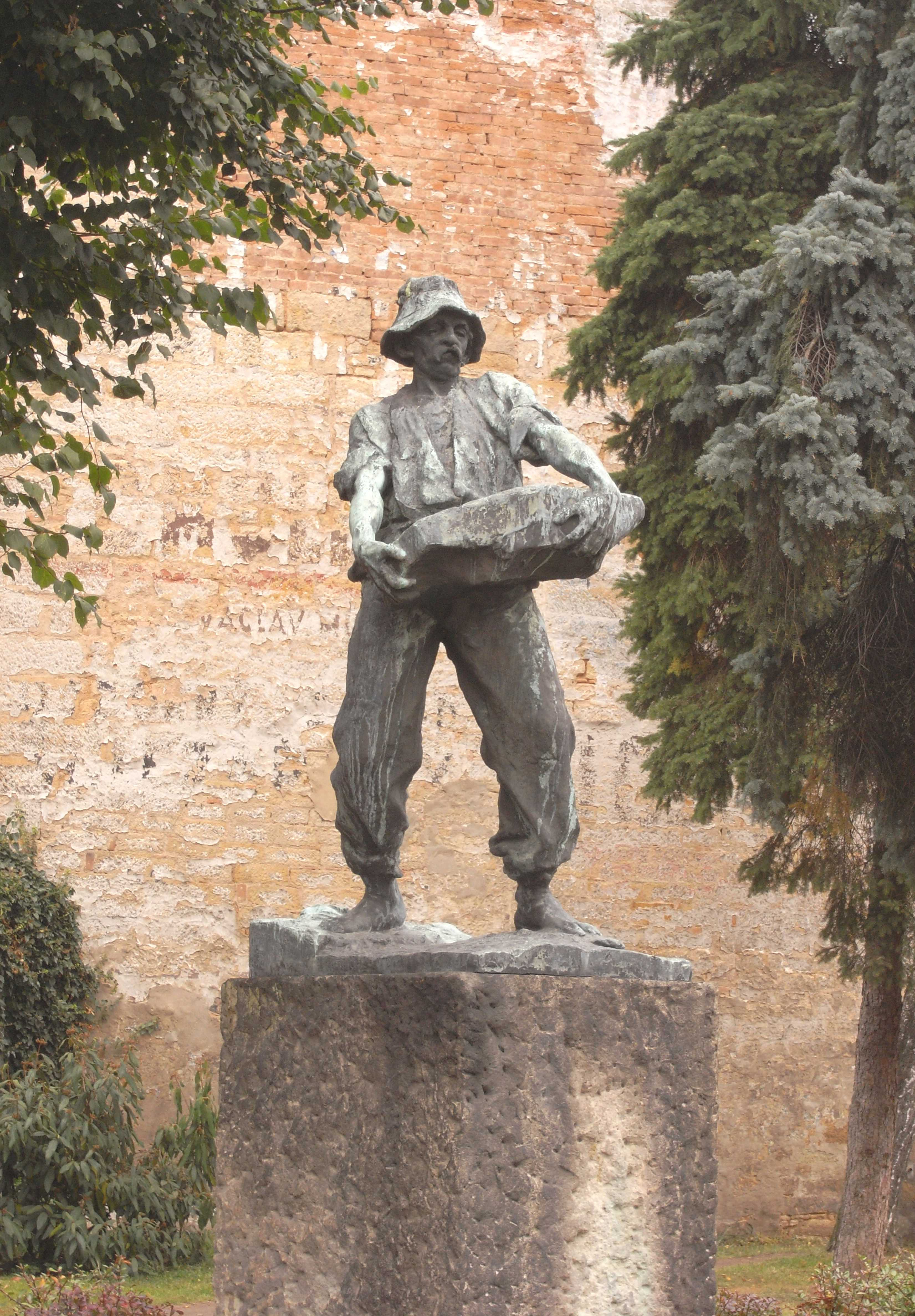
Ladislav Šaloun, Muž práce, 1908
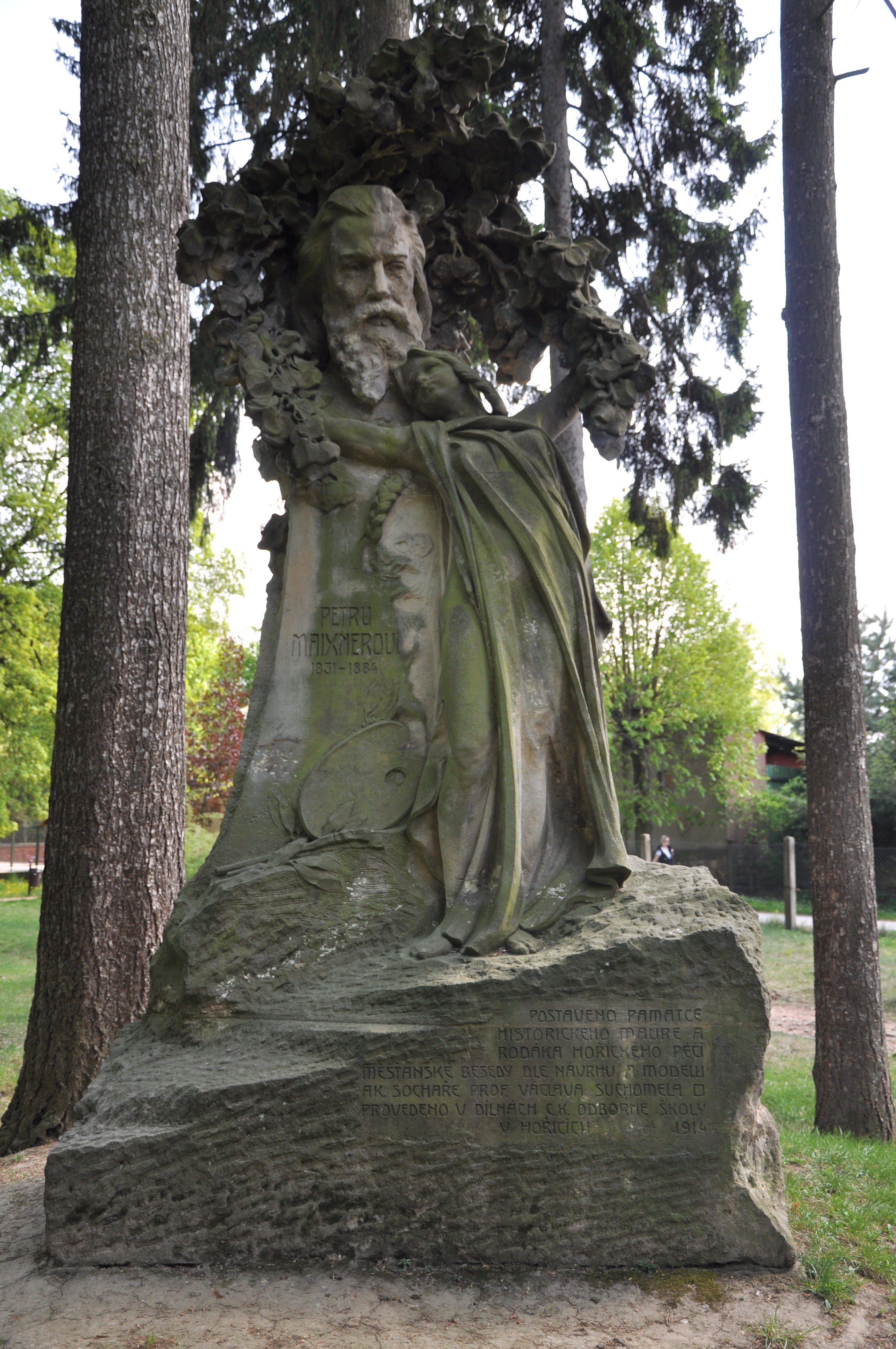
Václav Suchomel, Socha malíře Petra Maixnera, 1917, Smetanovy sady, Hořice